# Odstojeća bezbridnjača
Odstojeća bezbridnjača (Lat. Puccinellia distans) vrsta trave iz roda bezbridnjača raširena po gotovo cijeloj Euroaziji i dijelovima Sjeverne Amerike.
Takozvane blatna i obična bezbridnjača kako se nazivaju u Hrvatskoj i smatraju ih njezinim podvrstama, kao podvrste nisu priznate. Sinonim blatne bezbridnjače je P. distans ssp. limosa, a obične, P. distans ssp. distans.